# Nantes Erdre Futsal
Maillots
Le Nantes Erdre futsal est un club français de futsal fondé en 2002 et basé à Nantes. Il fusionne avec le Nantes Bela futsal pour donner le Nantes Métropole Futsal en 2017.
Le Futsal Club de l'Erdre voit le jour en 2002. Débutant dans les nouvelles compétitions locales, le club se fait connaître en atteignant la finale de Coupe de France en 2007. Cette performance lui permet d'être retenu lors de la mise en place du Challenge national en 2007-2008. Le club se maintient successivement malgré les évolutions de format de la compétition.
Le FC Erdre-Atlantique échoue une seconde fois en finale de Coupe nationale en 2010. Remportant son groupe en 2012-2013, le FCEA perd en finale de championnat. Renommé Nantes-Erdre en 2015, le club est relégué de D1. Le NEF fusionne avec le Nantes Bela promu en D1.

## Histoire

### FC Erdre (2002-2017)
En 2002, le Futsal Club de l'Erdre, est créé à La Chapelle-sur-Erdre par Mathias Juvé (Président) Hugues Malhère (Secrétaire) et Pascal Ponsard (Trésorier) dans le but d’intégrer le premier championnat organisé par le District départemental de Loire-Atlantique.
Lors de la saison 2006-2007, FC Erdre-Atlantique est finaliste de la Coupe de France. Le club peut alors compter sur la présence régulière de joueurs de l’équipe de France. Le club organise le premier Mondial de Futsal en 2007, premier évènement de cette ampleur. La même année, il se structure avec l’arrivée de techniciens professionnels.
Sa performance en Coupe Nationale lui permet d'être retenu dans les participants du premier Challenge national de futsal mis en place par la FFF lors de l'exercice 2007-2008.
Lors de la seconde édition du Challenge national, le FC Erdre parvient à se classer parmi les quatre premiers de sa poule. 
Il est ainsi retenu pour la première édition du Championnat de France l'année qui suit.
Pour la saison 2009-2010, le FC Erdre-Atlantique parvient à se maintenir lors du premier Championnat de France avec une quatrième place sur douze. Le club ne quitte plus le plus haut niveau.
Sur l'exercice 2010-2011, les Nantais terminent à nouveau quatrième, à dix points de la qualification pour la phase finale. Le FC Erdre est alors le plus grand club de futsal de France avec 239 licenciés. 
En 2011-2012, le FC Erdre Atlantique échoue à la seconde place du groupe B, à un point du Paris Métropole Futsal et d'une place en finale entre les deux premiers de poule. 
Lors de la saison 2012-2013, le FC Erdre franchit le pas et termine premier du groupe B. Il profite notamment du déclassement disciplinaire du Kremlin-Bicêtre United. En finale au Palais des sports Jauréguiberry de Toulon, le FCEA affronte le double champion en titre, le Sporting Paris, et ne parvient pas à surmonter une avalanche de blessure au sein de son effectif (0-3). 
Pour l'exercice 2013-2014, le championnat de France se transforme en une Division 1 en poule unique. En D1 2013-2014, Erdre termine septième sur treize. Il compte alors 356 Licenciés ce qui en fait le premier Club de Futsal en France pour la 7éme année consécutive. 
En Division 1 2014-2015, le FC Erdre termine cinquième, à douze points de playoffs.
Mathias Juvé, le Président historique passe la main à Hugues Malhère qui lui succède.
Pour la D1 2015-2016, le FCEA est renommé Nantes-Erdre futsal et joue pour la première fois dans la même division que le Nantes-Bela qui accède au plus haut niveau.
Le NEF se classe à la sixième place, à treize points des playoffs - pendant que Nantes-Bela fait un aller-retour en deuxième division en terminant « lanterne rouge » du Championnat d’Elite pour sa première participation.
En 2016-2017, Nantes Erdre Futsal amorce sa reconstruction et recrute Christophe Benmaza comme Manager Sportif.
La nouvelle organisation impulsée par celui-ci ne résiste pas aux résultats et pour la première fois de son histoire, le Club Est relégué de Division 1.
Pour assurer sa continuité au plus haut niveau de la discipline, les Dirigeants du Nantes Erdre Futsal décident de fusionner avec le Nantes Béla Futsal qui vient de gagner le droit d’accéder à la Division 1.

### Nantes Métropole Futsal (depuis 2017)
À l'été 2017, le Nantes Erdre Futsal fusionne avec le Nantes Bela Futsal pour donner place à un nouveau club : le Nantes Métropole Futsal. Le deux premiers clubs sont radiés de la Fédération française de football le 20 juillet 2017,. L'objectif est réunir les forces des deux de clubs et de former ses propres joueurs. Le NMF fédère alors plus de 500 licenciés, formant le club le plus important de France avec un budget avoisinant les 300 000 euros.

## Structure du club

### Identité et noms successifs
Le Futsal Club de l'Erdre est fondé le 31 juillet 2002 et basé à La Chapelle-sur-Erdre, affilié à la FFF sous le numéro 550426. Le club joue en bleu et blanc. L'équipe première évolue à Saint-Herblain, autre commune de Nantes Métropole.
En 2015, le FC Erdre est renommé « Nantes Erdre futsal », davantage identifiable de l'extérieur. Il conserve son siège social à La Chapelle, mais entre dans le cercle restreint des onze clubs reconnus de « Haut-Niveau » par Nantes Métropole.

### Historique des couleurs

Logo du Nantes-Erdre

En 2015, le FC Erdre est renommé Nantes Erdre futsal et se dote d'un logotype neuf.
| Domicile | Extérieur |

## Palmarès

### Titres et trophées
Le Nantes Erdre Futsal est finaliste du championnat de France de futsal en 2013. Le club est également finaliste de la Coupe de France de futsal en 2007 et en 2010.
| Palmarès national                                                            | Palmarès local |
| ---------------------------------------------------------------------------- | --- |
| - Division 1 - Finaliste : 2013 - Coupe de France - Finaliste : 2007 et 2010 | - Championnat atlantique (3) - Vainqueur : 2010, 2011 et 2012 - Championnat féminin de Loire-Atlantique (1) - Champion : 2017 - Coupe féminine de Loire-Atlantique (1) - Vainqueur : 2017 |

### Bilan par saison
| Saison    | Championnat                | Championnat | Championnat | Championnat | Championnat | Championnat | Championnat | Championnat | Championnat | Championnat | Championnat  | Coupe de France | Entraîneur              |
| Saison    | Division                   | Class.      | Pts         | M           | V           | N           | D           | Bp          | Bc          | Diff.       | Phase finale | Coupe de France | Entraîneur              |
| --------- | -------------------------- | ----------- | ----------- | ----------- | ----------- | ----------- | ----------- | ----------- | ----------- | ----------- | ------------ | --------------- | ----------------------- |
| 2002-2003 | D1 Loire-Atlantique        |             |             |             |             |             |             |             |             |             |              | ?               |                         |
| 2003-2004 |                            |             |             |             |             |             |             |             |             |             |              | ?               |                         |
| 2004-2005 |                            |             |             |             |             |             |             |             |             |             |              | ?               |                         |
| 2005-2006 |                            |             |             |             |             |             |             |             |             |             |              | ?               |                         |
| 2006-2007 |                            |             |             |             |             |             |             |             |             |             |              | Finaliste       |                         |
| 2007-2008 | Challenge national - grp A | 7e/9        | 12 pts      | 8           | 1           | 2           | 4           | 40          | 35          | +5          | -            | ?               |                         |
| 2008-2009 | Challenge national - grp A | 4e/7        | 18 pts      | 6           | 4           | 0           | 2           | 31          | 27          | +4          | -            | ?               |                         |
| 2009-2010 | Champ. de France - grp A   | 4e/12       | 62 pts      | 22          | 13          | 1           | 8           | 103         | 93          | +10         | -            | Finaliste       | Fabrice Gacougnolle     |
| 2010-2011 | Champ. de France - grp B   | 4e/12       | 48 pts      | 20          | 8           | 4           | 8           | 72          | 66          | +6          | -            | ?               | Fabrice Gacougnolle     |
| 2011-2012 | Champ. de France - grp B   | 2e/14       | 97 pts      | 26          | 23          | 2           | 1           | 170         | 58          | +112        | -            | ?               | Fabrice Gacougnolle     |
| 2012-2013 | Champ. de France - grp B   | 1er/12      | 70 pts      | 22          | 15          | 3           | 4           | 144         | 60          | +84         | Finaliste    | ?               | Fabrice Gacougnolle     |
| 2013-2014 | Division 1                 | 7e/13       | 54 pts      | 24          | 9           | 4           | 11          | 100         | 111         | -11         | non jouée    | 32e de finale   | Fabrice Gacougnolle     |
| 2014-2015 | Division 1                 | 5e/11       | 46 pts      | 20          | 8           | 2           | 10          | 75          | 88          | -13         | -            | 8e de finale    | Fabrice Gacougnolle     |
| 2015-2016 | Division 1                 | 6e/12       | 53 pts      | 22          | 10          | 1           | 11          | 85          | 82          | +3          | -            | 32e de finale   | Gacougnolle puis Molina |
| 2016-2017 | Division 1                 | 11e/11      | 9 pts       | 20          | 2           | 3           | 15          | 75          | 117         | -42         | -            | Quart de finale | Rafa Romero             |

## Personnalités

### Présidents
| Période     | Nom            |
| ----------- | -------------- |
| 2002 à 2015 | Mathias Juvé   |
| 2015 à 2017 | Hugues Malhère |

En 2002, Mathias Juvé et Hugues Malhere sont membres fondateurs du Futsal Club de l'Erdre. Mathias Juvé est président de 2002 à 2015. Vice-président jusqu'en 2013, Malhere est élu à la tête du nouveau Nantes-Erdres futsal, jusqu'à la fusion en 2017 et devient co-président de la nouvelle structure. En janvier 2016, l'ex-président historique du club Mathias Juvé, nommé manager général salarié quelques mois auparavant, quitte le club.
Hamza Zenaidi est le président-fondateur du Nantes-Bela futsal en 2006. Il est en poste jusqu'à la fusion donnant lieu au Nantes MF en 2017, dont il devient co-président.

Pour la saison 2019-2020, Hamza Zenaidi prend du recul sur le club. Hugues Malhère reste alors seul à la présidence du club.

### Entraîneurs
| Période     | Nom                 |
| ----------- | ------------------- |
| 2008-2009   | Eddy Capron         |
| 2009 à 2016 | Fabrice Gacougnolle |
| 2016        | Lluis Bernat Molina |
| 2016-2017   | Rafa Romero         |

Eddy Capron, ex-footballeur professionnel, se reconvertit notamment comme entraîneur du FC Erdre.
En janvier 2016, les dirigeants font le choix d'inverser les rôles entre Fabrice Gacougnolle, l'entraîneur principal, et Lluis Bernat Molina son adjoint recruté l'été précédent en tant que directeur sportif et de la formation, élu « Meilleur Entraîneur du Groupe Nord de D2 » par ses pairs la saison précédente. Rafa Romero est l'entraîneur du Nantes-Erdre en D1 2016-2017 relégué en fin de saison.
En 2015-2016, l'Espagnol Angel Gamella est l'entraîneur du Nantes Bela pour sa première saison en Division 1,, qu'il ne parvient pas à maintenir.
En 2016, Gacougnolle passe au club voisin du Nantes-Bela, après sept ans à Erdre, qu'il hisse au titre de champion de Division 2.
À la suite de la création du Nantes MF en 2017, le franco-espagnol Fabrice Gacougnolle devient l'entraîneur de la nouvelle entité. Christophe Benmaza est son adjoint,.

### Joueurs
Dans la fin des années 2000 et débuts de celles 2010, le FC Erdre compte les anciens footballeurs du FC Nantes Eddy Capron, Stéphane Ziani et Olivier Quint dans ses rangs.
Le Nantes Erdre voit passer plusieurs internationaux français dans ses rangs : Diden Bensaber (2014-2016), Karim Bentaifour (2011-2014), Riad Karouni (2016-2017) et David Le Boette (2013-14 & 2016-17). Quelques internationaux étrangers passent aussi au club : Albert Segura (Espagne, 2015-2016) et Kayle Balingal (2016).
Erdre voit la venue de plusieurs joueurs espagnole lors des passages de Lluís Bernat et Rafa Romero sur les bancs. Joaquin García (Aljucer El Pozo Murcia), Roger Bonet (FCB), David Busquets (Marfil SC), Albert Segura (Marfil SC) ou encore Jony (CD Xota) viennent jouer au Nantes Erdre.